# بنجامین فرانکلین (فیلم ۲۰۰۲)
«بنجامین فرانکلین» (انگلیسی: Benjamin Franklin) یک فیلم مستند به کارگردانی و تهیه کنندگی Ellen Hovde و Muffie Meyer است که در سال ۲۰۰۲ منتشر شد.